# Hvis tårer var guld
Hvis tårer var guld er en dansk dokumentarfilm fra 1971, der er instrueret af Steen Mayne.

## Handling
Saftige højdepunkter i en usædvanlig kunstudstilling, 'Flydende dage' på Den Frie Udstilling i september 1971. 23 kunstnere udstiller sig selv og deres arbejde. Kunstnernes intentioner er at udlevere og afmystificere skabelsesprocessen. Filmen afdækker kræfter, som modarbejder udstillernes gode intentioner - eller det der er værre.